# استیو پیکل
استیو پیکل (به انگلیسی: Steve Pickell) زادهٔ ۱۱ اوت ۱۹۵۷ شناگر اهل کانادا است.